# Oetker Hotel Management Company
De Oetker Hotel Management Company GmbH is een Duits hotelmanagementbedrijf gevestigd in Baden-Baden . Als dochteronderneming van de Brüder Oetker Group verenigt de Oetker Hotel Management Company momenteel elf hotels en meer dan 150 privévilla 's en eigendommen wereldwijd.

## Geschiedenis
Rudolf-August Oetker kocht het eerste hotel in 1941 toen hij het Brenners Park-Hotel &amp; Spa verwierf, dat in 1872 werd geopend. Het tweede Hotel du Cap in Cap d'Antibes werd in 1969 gekocht en geëxploiteerd onder de naam Hotel du Cap-Eden-Roc. In 1978 kocht Rudolf Oetker Le Bristol in Parijs. Oetker nam alle drie de hotels rechtstreeks over van de oorspronkelijke eigenaren. Uitgangspunt was de unieke locatie en de uitstraling. In 1994 werd een extra hotel gekocht, Château Saint-Martin & Spa in Vence, Frankrijk.
In 2008 werd de Oetker Collectie opgericht om de hotels van de familie Oetker te exploiteren. Al snel werden nog vijf hotels aan de collectie toegevoegd: L'Apogée Courchevel (2013), Eden Rock - St. Barths (2014), The Lanesborough in Londen (2015), Palácio Tangará in São Paulo en Jumby Bay in Antigua (2017). Met de opening van de hotels The Woodward in Genève (2021) en Hotel La Palma op Capri (2023) beschikte de Oetker Collection over elf hotels.
Sinds de herstructurering en opsplitsing van de Oetker Gruppe in 2021 is de Oetker Collectie eigendom van de Geschwister Oetker Beteiligungen KG .